# Douzy (Douzy)
Douzy ist eine Ortschaft und ehemalige französische Gemeinde mit 1.901 Einwohnern (Stand: 1. Januar 2022) im Département Ardennes in der Région Grand Est. Sie gehörte zum Arrondissement Sedan. Die Bewohner werden Douzynois und Douzynoises genannt.
Der Erlass des Präfekten vom 17. September 2015 legte mit Wirkung zum 15. September 2015 die Eingliederung von Douzy als Commune déléguée zusammen mit der früheren Gemeinde Mairy zur gleichnamigen Commune nouvelle Douzy fest.

## Geografie

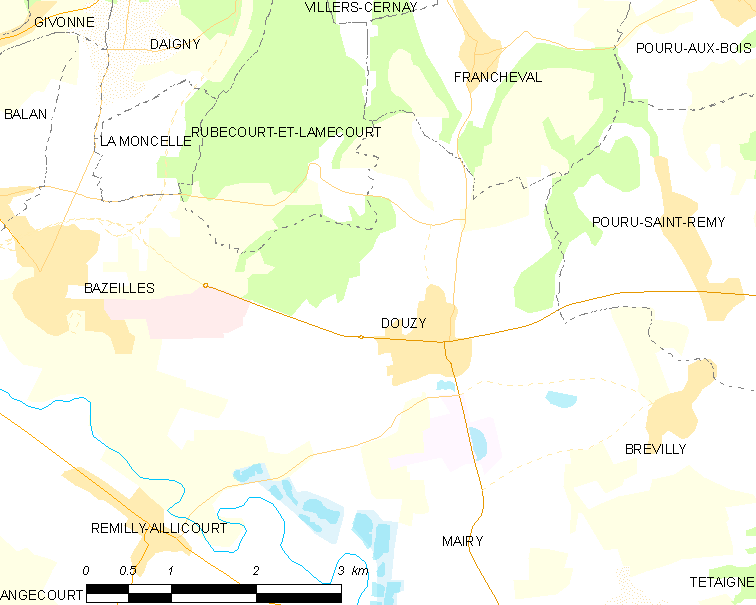
Karte von Douzy

Douzy liegt rund acht Kilometer südöstlich von Sedan, etwa acht Kilometer (Luftlinie) südwestlich der Grenze zu Belgien. Das Ortsgebiet erstreckt sich zwischen den nördlich gelegenen Ardennen und den südwestlich gelegenen Höhenzug der Crêtes préardennaises.
Douzy liegt im Einzugsgebiet des Rheins und wird entwässert von der Chiers und ihren Nebenflüssen, Ruisseau le Rule, Ruisseau de Boulacourt, Ruisseau de Magne, Ruisseau de Londres und kleineren Fließgewässern. Das Ortszentrum am rechten Ufer der Chiers befindet sich auf etwa 160 m Höhe. Die höchste Erhebung des Orts wird im äußersten Norden mit 250 m, der niedrigste Punkt mit 153 m beim Austritt der Chiers aus dem Ortsgebiet gemessen.
Umgeben wird der Ort Douzy von fünf Nachbargemeinden und der Commune déléguée Mairy der Commune nouvelle Douzy:
| Bazeilles          | Francheval                                  |                  |
|                    | Kompassrose, die auf Nachbargemeinden zeigt | Pouru-Saint-Remy |
| Remilly-Aillicourt | Mairy (Douzy)                               | Brévilly         |

## Geschichte
Kaiser Karl der Große hielt sich insbesondere in den Jahren 777, 799, 803 und 804 in Douzy auf. Die Pfalz von Douzy war einer seiner Jagdsitze, von dem keine Überreste vorhanden sind. In Douzy fanden 871 und 873 zwei große Konzile statt. Die Geschichte verzeichnet auch zwei Schlachten: 13. April 1588 und 31. August 1870.
Im 19. Jahrhundert machten bestimmte Produkte Douzy berühmt: Bier, Bleche und vor allem Zichorien. Mit der Ankunft der Eisenbahn und der Einrichtung eines Postamts im Jahr 1861 öffnete sich das Dorf der Welt.

## Bevölkerungsentwicklung
| Douzy: Einwohnerzahlen von 1793 bis 2020                                                                                   | Douzy: Einwohnerzahlen von 1793 bis 2020 | Douzy: Einwohnerzahlen von 1793 bis 2020 | Douzy: Einwohnerzahlen von 1793 bis 2020 | Douzy: Einwohnerzahlen von 1793 bis 2020 |
| --- | ---------------------------------------- | ---------------------------------------- | ---------------------------------------- | ---------------------------------------- |
| Jahr |                                          |                                          |                                          | Einwohner                                |
| 1793 | 1793                                     |                                          | 530                                      | 530                                      |
| 1800 | 1800                                     |                                          | 762                                      | 762                                      |
| 1806 | 1806                                     |                                          | 772                                      | 772                                      |
| 1821 | 1821                                     |                                          | 790                                      | 790                                      |
| 1831 | 1831                                     |                                          | 923                                      | 923                                      |
| 1836 | 1836                                     |                                          | 1.154                                    | 1.154                                    |
| 1841 | 1841                                     |                                          | 1.288                                    | 1.288                                    |
| 1846 | 1846                                     |                                          | 1.475                                    | 1.475                                    |
| 1851 | 1851                                     |                                          | 1.500                                    | 1.500                                    |
| 1866 | 1866                                     |                                          | 1.581                                    | 1.581                                    |
| 1872 | 1872                                     |                                          | 1.769                                    | 1.769                                    |
| 1876 | 1876                                     |                                          | 1.844                                    | 1.844                                    |
| 1881 | 1881                                     |                                          | 1.761                                    | 1.761                                    |
| 1886 | 1886                                     |                                          | 1.663                                    | 1.663                                    |
| 1891 | 1891                                     |                                          | 1.520                                    | 1.520                                    |
| 1896 | 1896                                     |                                          | 1.397                                    | 1.397                                    |
| 1901 | 1901                                     |                                          | 1.297                                    | 1.297                                    |
| 1906 | 1906                                     |                                          | 1.220                                    | 1.220                                    |
| 1911 | 1911                                     |                                          | 1.040                                    | 1.040                                    |
| 1921 | 1921                                     |                                          | 882                                      | 882                                      |
| 1926 | 1926                                     |                                          | 929                                      | 929                                      |
| 1931 | 1931                                     |                                          | 922                                      | 922                                      |
| 1936 | 1936                                     |                                          | 920                                      | 920                                      |
| 1946 | 1946                                     |                                          | 773                                      | 773                                      |
| 1954 | 1954                                     |                                          | 1.037                                    | 1.037                                    |
| 1962 | 1962                                     |                                          | 1.125                                    | 1.125                                    |
| 1968 | 1968                                     |                                          | 1.346                                    | 1.346                                    |
| 1975 | 1975                                     |                                          | 1.475                                    | 1.475                                    |
| 1982 | 1982                                     |                                          | 1.583                                    | 1.583                                    |
| 1990 | 1990                                     |                                          | 1.518                                    | 1.518                                    |
| 1999 | 1999                                     |                                          | 1.513                                    | 1.513                                    |
| 2006 | 2006                                     |                                          | 1.656                                    | 1.656                                    |
| 2013 | 2013                                     |                                          | 1.877                                    | 1.877                                    |
| 2020 | 2020                                     |                                          | 1.927                                    | 1.927                                    |
| Quelle(n): EHESS/Cassini bis 1999, INSEE ab 2006 Anmerkung(en): Ab 1962 offizielle Zahlen ohne Einwohner mit Zweitwohnsitz |                                          |                                          |                                          |                                          |

## Sehenswürdigkeiten
- Die Kirche Saint-Barthélemy wurde im 19. Jahrhundert im neugotischen Stil errichtet.
- Im Flugplatz Aérodrome de Sedan-Douzy befindet sich das Musée des débuts de l’Aviation (Museum der Anfänge der Luftfahrt).[7]

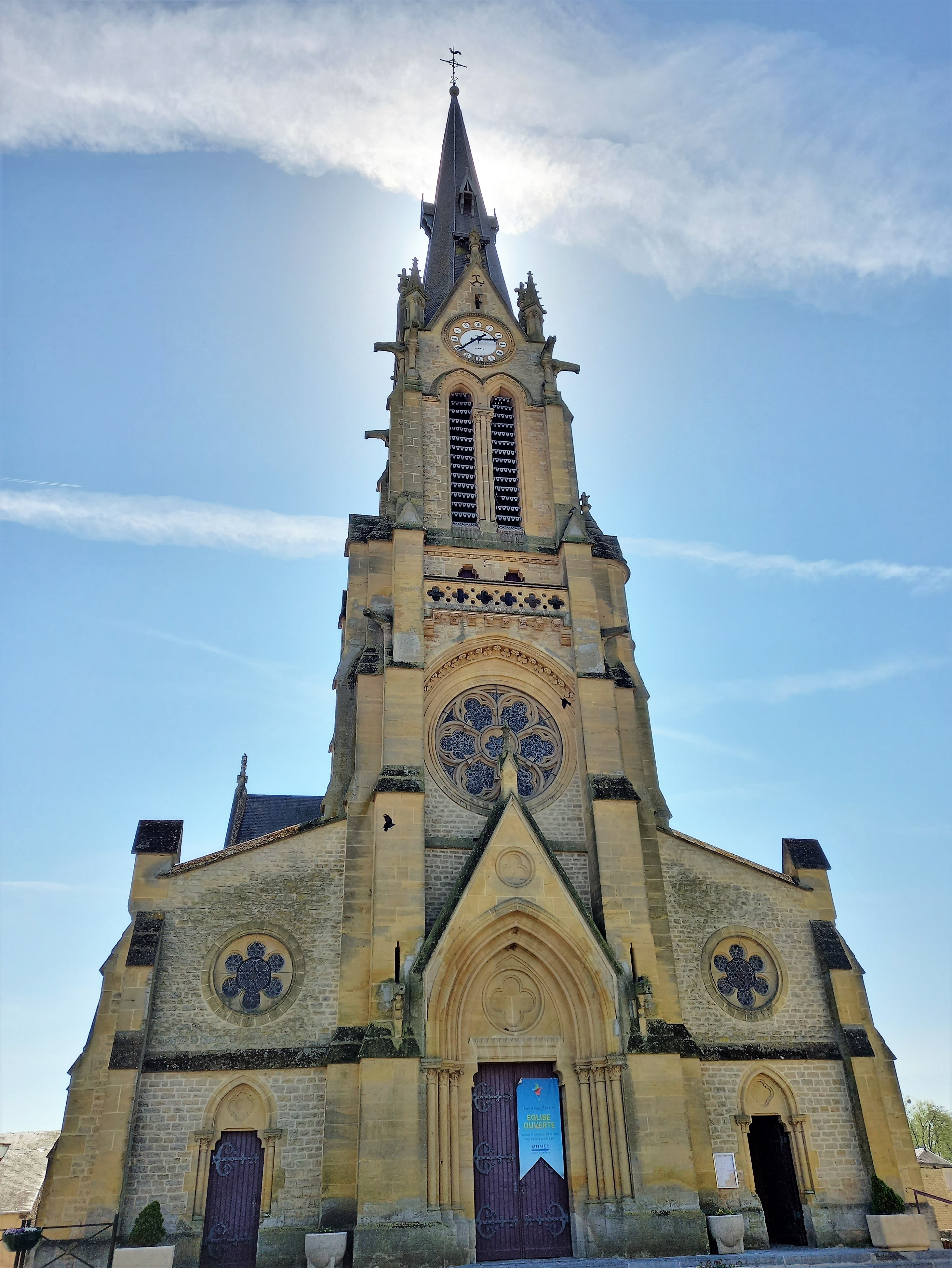
Kirche Saint-Barthélemy
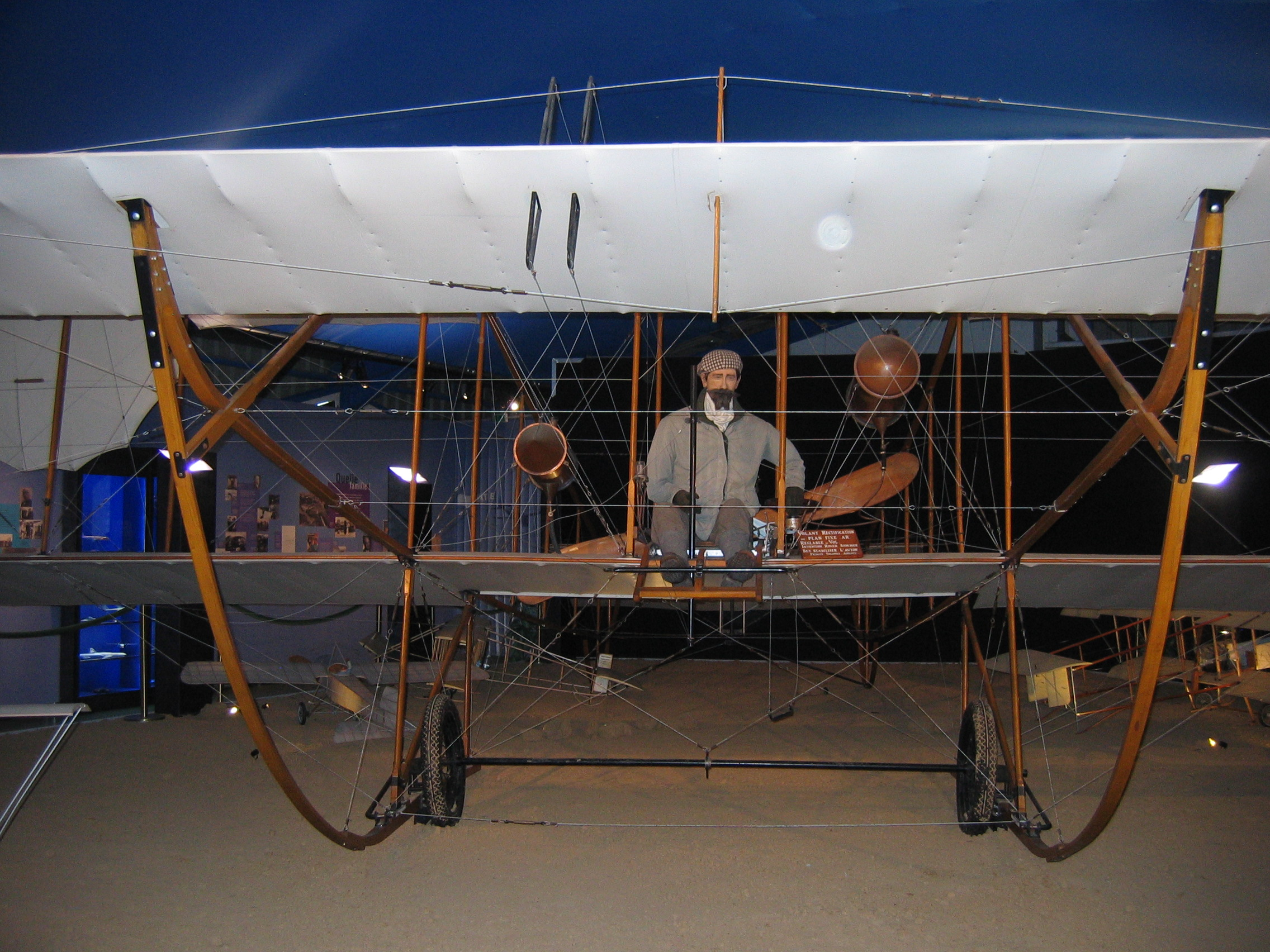
Musée des débuts de l’Aviation